# Les memòries de Sherlock Holmes
Les memòries de Sherlock Holmes (títol original en anglès: The Memoirs of Sherlock Holmes) és una col·lecció d'històries de Sherlock Holmes, originàriament publicada en 1894, per Arthur Conan Doyle.
Les dotze històries es van publicar originalment a la revista The Strand Magazine de desembre de 1892 a desembre de 1893 com a números 13 a 24 de "The Adventures". Per exemple, "El problema final" es va publicar sota el subtítol "XXIV.—L'aventura del problema final". Als Estats Units, les històries es van publicar per primera vegada a Harper's Weekly, excepte "El problema final", que va aparèixer a McClure's Magazine.
Doyle va decidir que aquestes serien les últimes històries de Holmes, i tenia la intenció de matar el personatge a "El problema final". La demanda dels lectors el va animar a escriure una altra novel·la de Holmes entre 1901 i 1902, El gos dels Baskerville, ambientada abans de "El problema final". L'any següent, una nova sèrie, El retorn de Sherlock Holmes, comença amb les conseqüències de "El problema final", on es revela que Holmes en realitat va sobreviure.

## Contingut
Les dotze històries (11 en les edicions estatunidenques) de Les memòries de Sherlock Holmes són:
1. "Estel de plata"
2. "L'aventura de la caixa de cartró" (publicada a "La seva última reverència" en les edicions estatunidenques).
3. "El rostre groc"
4. "L'oficinista del corredor de borsa"
5. "La corbeta "Gloria Scott""
6. "El ritual dels Musgrave"
7. "Els hisendats de Reigate"
8. "L'aventura del geperut"
9. "El pacient intern"
10. "L'intèrpret grec"
11. "El tractat naval"
12. "El problema final"

## Polèmica per "L'aventura de la caixa de cartró"
La primera edició de Londres de les memòries en 1894 no incloïa "L'aventura de la caixa de cartró", encara que les dotze històries van aparèixer a The Strand Magazine. La primera edició dels Estats Units la incloïa, però va ser ràpidament reemplaçada per una edició revisada que l'ometia.
La raó de la supressió no és clara. A Gran Bretanya va ser aparentment eliminada perquè Doyle va incloure adulteri en la història i era inadequada per als lectors joves. També va poder haver estat el motiu de l'omissió en les edicions estatunidenques, i algunes fonts sostenien que la història era inadequada per al públic estatunidenc.
Com a resultat, aquesta història no va ser publicada als EUA fins molts anys després, quan va ser agregada a La seva última reverència. Encara avui, moltes edicions estatunidenques la inclouen a La seva última reverència, quan moltes edicions britàniques la inclouen en el seu lloc original a Les memòries de Sherlock Holmes.
A més, amb la supressió de la història s'eliminen algunes de les seves pàgines d'obertura, on Holmes emula a Dupin, les hi va canviar a "L'aventura del pacient intern", i algunes versions restaurades de "La caixa de cartró" continuen amb aquesta eliminació.

### Vikitexts
Els llibres els podem trobar a Viquitexts en la seva  versió original anglesa:
- Silver Blaze
- The Cardboard Box
- The Yellow Face
- The Stock-broker's Clerk
- The Gloria Scott
- The Musgrave Ritual
- The Reigate Puzzle
- The Crooked Man
- The Resident Patient
- The Greek Interpreter
- The Naval Treaty
- The Final Problem